# Przepiórki w płatkach róży (powieść)
Przepiórki w płatkach róży (hiszp. Como agua para chocolate) – powieść meksykańskiej pisarki Laury Esquivel z 1989. Powieść została przeniesiona na ekran przez męża pisarki, Alfonsa Arau w 1992.

## Tytuły
Oryginalny tytuł znaczy w dosłownym tłumaczeniu „jak woda na czekoladę”. W języku hiszpańskim idiom „działać na kogoś jak woda na czekoladę” oznacza wywoływać w kimś silne pobudzenie czy wręcz pożądanie. W Polsce zarówno książka, jak i film noszą tytuł jednego z rozdziałów powieści.

## Treść
Książka opowiada historię rodziny De la Garza, a główną bohaterką jest Tita, jedna z trzech sióstr, która zgodnie z rodzinną tradycją nie może wyjść za mąż, gdyż jako najmłodsza córka ma obowiązek opiekować się matką aż do śmierci. Zakochany w niej Pedro Muzquiz decyduje się na poślubienie jej siostry, Rosaury, aby dzięki temu być blisko ukochanej. Tita, nie mogąc jawnie okazać swej miłości, spełnia się w sztuce kulinarnej.